# Sciurus

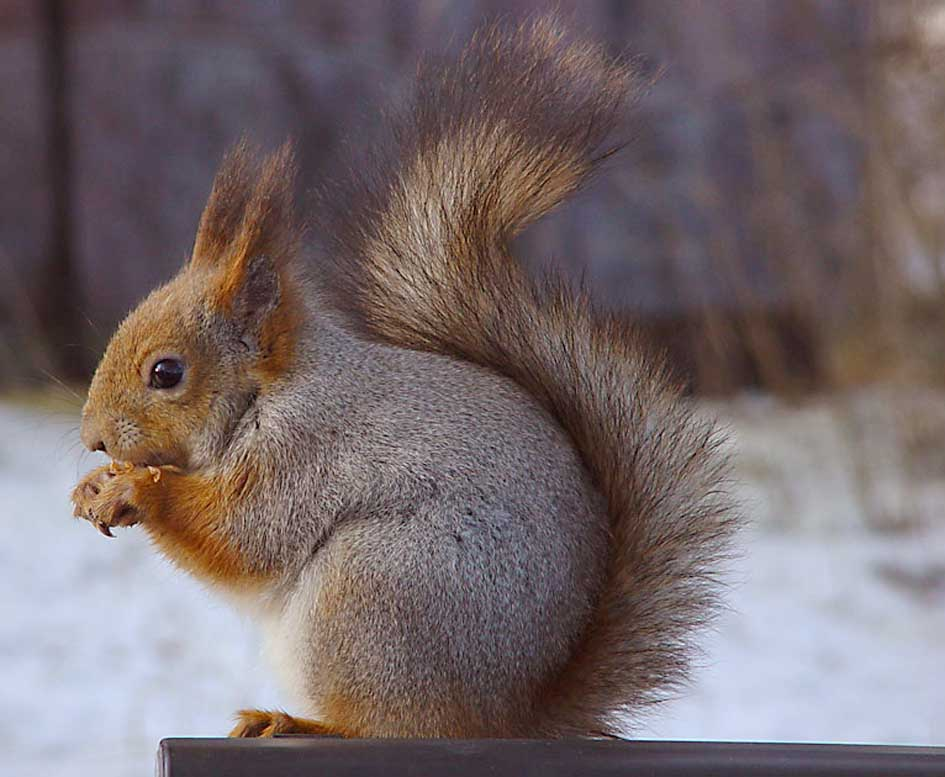
Scoiattolo rosso eurasiatico.

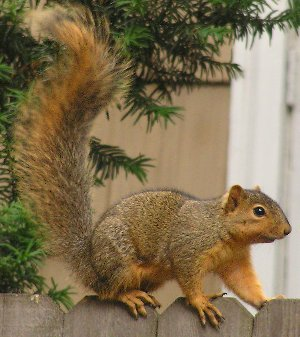
Scoiattolo volpe orientale.

Sciurus Linnaeus, 1758 è il genere della famiglia degli sciuridi che comprende le specie più diffuse e conosciute di scoiattolo, tra cui lo scoiattolo rosso eurasiatico. Sono roditori di piccole dimensioni con la coda folta. Il nome scientifico Sciurus deriva dal latino sciūrus ‘scoiattolo’ a sua volta da greco σκίουρος skíouros, composto di σκιά skiá e οὐρά ourá ‘[che fa] ombra [con la] coda’.
Tutti gli scoiattoli del genere Sciurus sono abitanti della foresta. La maggior parte delle specie vivono nelle Americhe; solo quattro delle 28 specie vivono nel Vecchio Mondo: esse sono diffuse in tutta Europa, nel Medio Oriente, e nell'Asia settentrionale e orientale.
La loro dieta consiste di semi, frutta e insetti, ma anche di uova di volatili e di giovani uccelli. I loro principali nemici sono uccelli rapaci e predatori di piccole dimensioni, come la martora. Alcuni esemplari possono vivere fino a 12 anni.

## Tassonomia
Attualmente il genere Sciurus comprende 28 specie, suddivise in 7 sottogeneri:
- Sottogenere Sciurus Linnaeus, 1758
  - Sciurus alleni Nelson, 1898 - scoiattolo di Allen;
  - Sciurus arizonensis Coues, 1867 - scoiattolo grigio dell'Arizona;
  - Sciurus aureogaster F. Cuvier, 1829 - scoiattolo dal ventre rosso;
  - Sciurus carolinensis Gmelin, 1788 - scoiattolo grigio orientale;
  - Sciurus colliaei Richardson, 1839 - scoiattolo di Collie;
  - Sciurus deppei Peters, 1863 - scoiattolo di Deppe;
  - Sciurus lis Temminck, 1844 - scoiattolo del Giappone;
  - Sciurus meridionalis Lucifero, 1907 - scoiattolo nero mediterraneo
  - Sciurus nayaritensis J. A. Allen, 1890 - scoiattolo volpe del Messico;
  - Sciurus niger Linnaeus, 1758 - scoiattolo volpe orientale;
  - Sciurus oculatus Peters, 1863 - scoiattolo di Peters;
  - Sciurus variegatoides Ogilby, 1839 - scoiattolo variegato;
  - Sciurus vulgaris Linnaeus, 1758 - scoiattolo rosso eurasiatico
  - Sciurus yucatanensis J. A. Allen, 1877 - scoiattolo dello Yucatan;
- Sottogenere Otosciurus Nelson, 1899
  - Sciurus aberti Woodhouse, 1853 - scoiattolo di Abert;
- Sottogenere Guerlinguetus Gray, 1821
  - Sciurus aestuans Linnaeus, 1766 - scoiattolo della Guiana;
  - Sciurus gilvigularis Wagner, 1842 - scoiattolo dalla gola gialla;
  - Sciurus granatensis Humboldt, 1811 - scoiattolo dalla coda rossa;
  - Sciurus ignitus (Gray, 1867) - scoiattolo della Bolivia;
  - Sciurus pucheranii (Fitzinger, 1867) - scoiattolo delle Ande;
  - Sciurus richmondi Nelson, 1898 - scoiattolo di Richmond;
  - Sciurus sanborni Osgood, 1944 - scoiattolo di Sanborn;
  - Sciurus stramineus Eydoux e Souleyet, 1841 - scoiattolo di Guayaquil;
- Sottogenere Tenes Thomas, 1909
  - Sciurus anomalus Gmelin, 1778 - scoiattolo del Caucaso;
- Sottogenere Hadrosciurus J. A. Allen, 1915
  - Sciurus flammifer Thomas, 1904 - scoiattolo flammeo;
  - Sciurus pyrrhinus Thomas, 1898 - scoiattolo rosso di Junín;
- Sottogenere Hesperosciurus Nelson, 1899
  - Sciurus griseus Ord, 1818 - scoiattolo grigio occidentale;
- Sottogenere Urosciurus J. A. Allen, 1915
  - Sciurus igniventris Wagner, 1842 - scoiattolo rosso dell'Amazzonia settentrionale;
  - Sciurus spadiceus Olfers, 1818 - scoiattolo rosso dell'Amazzonia meridionale.

In passato le specie appartenenti ai sottogeneri Guerlinguetus, Hadrosciurus e Urosciurus venivano classificate in un genere a parte, Guerlinguetus.